# Molophilus (Molophilus) savtshenkoi
Molophilus (Molophilus) savtshenkoi is een tweevleugelige uit de familie steltmuggen (Limoniidae). De soort komt voor in het Palearctisch gebied.